# John Higgins
John Higgins (Wishaw, North Lanarkshire, 18 mei 1975) is een Schots professioneel snookerspeler en viervoudig wereldkampioen. Zijn bijnaam is The Wizard of Wishaw, naar zijn geboorteplaats en zijn speelstijl.

## Biografie
Hij werd professioneel speler in 1992. Twee seizoenen later won hij drie rankingtoernooien. Een van de hoogtepunten van zijn carrière was het winnen van zijn eerste wereldtitel tijdens het wereldkampioenschap van 1998. De daaropvolgende twee seizoenen was hij eerste in de wereldranking.
Sindsdien draaide Higgins mee in de top tien en won hij nog een aantal rankingtoernooien. In de Grand Prix van 2005 versloeg hij Ronnie O'Sullivan met 9-2 in de finale. Hierbij maakte hij vier centuries (breaks van 100 punten of meer) na elkaar en scoorde hij in totaal 494 punten zonder dat O'Sullivan een punt maakte. Alleen Stephen Hendry heeft ooit meer centuries gescoord in een enkele wedstrijd.
In 2007 werd Higgins voor de tweede keer wereldkampioen door in de finale Mark Selby met 18-13 te verslaan. Tijdens de halve finale schreef hij de 1000e century in de geschiedenis van het wereldkampioenschap snooker op zijn naam. In 2009 werd John Higgins voor de derde keer wereldkampioen door in de finale met 18-9 Shaun Murphy te verslaan. In 2011 pakte hij zijn titel terug, door met 18-15 van Judd Trump te winnen in de finale.

### Schorsing
De WPBSA heeft Higgins vanaf 2 mei 2010 voor zes maanden geschorst vanwege het in diskrediet brengen van de sport nadat hij een (poging tot) omkoping niet had gerapporteerd. Higgins zou in het bijzijn van zijn manager Pat Mooney hebben ingestemd om tegen een beloning van €300.000,- een aantal frames opzettelijk te verliezen. Het betreft hier geen rankingpartijen van de Main Tour maar 'slechts' demonstratiewedstrijden van de World Series of Snooker.

## Belangrijkste resultaten

### Rankingtitels
| #   | Seizoen     | Toernooi                   | Verliezend finalist | Verliezend finalist | Score |
| --- | ----------- | -------------------------- | ------------------- | ------------------- | ----- |
| 1.  | 1994 / 1995 | Grand Prix                 | Dave Harrold        | ENG                 | 9-6   |
| 2.  | 1994 / 1995 | International Open         | Steve Davis         | ENG                 | 9-5   |
| 3.  | 1994 / 1995 | British Open               | Ronnie O'Sullivan   | ENG                 | 9-6   |
| 4.  | 1995 / 1996 | German Open                | Ken Doherty         | IRL                 | 9-3   |
| 5.  | 1995 / 1996 | International Open         | Rod Lawler          | ENG                 | 9-3   |
| 6.  | 1996 / 1997 | European Open              | John Parrott        | ENG                 | 9-5   |
| 7.  | 1997 / 1998 | German Open                | John Parrott        | ENG                 | 9-4   |
| 8.  | 1997 / 1998 | British Open               | Stephen Hendry      | SCO                 | 9-8   |
| 9.  | 1997 / 1998 | Wereldkampioenschap        | Ken Doherty         | IRL                 | 18-12 |
| 10. | 1998 / 1999 | UK Championship            | Matthew Stevens     | WAL                 | 10-6  |
| 11. | 1999 / 2000 | Grand Prix                 | Mark Williams       | WAL                 | 9-8   |
| 12. | 1998 / 1999 | China International        | Billy Snaddon       | SCO                 | 9-3   |
| 13. | 1999 / 2000 | Welsh Open                 | Stephen Lee         | ENG                 | 9-8   |
| 14. | 2000 / 2001 | UK Championship            | Mark Williams       | WAL                 | 10-4  |
| 15. | 2001 / 2002 | British Open               | Graeme Dott         | SCO                 | 9-6   |
| 16. | 2004 / 2005 | British Open               | Stephen Maguire     | SCO                 | 9-6   |
| 17. | 2005 / 2006 | Grand Prix                 | Ronnie O'Sullivan   | ENG                 | 9-2   |
| 18. | 2006 / 2007 | Wereldkampioenschap        | Mark Selby          | ENG                 | 18-13 |
| 19. | 2008 / 2009 | Grand Prix                 | Ryan Day            | WAL                 | 9-7   |
| 20. | 2008 / 2009 | Wereldkampioenschap        | Shaun Murphy        | ENG                 | 18-9  |
| 21. | 2009 / 2010 | Welsh Open                 | Ali Carter          | ENG                 | 9-4   |
| 22. | 2010 / 2011 | UK Championship            | Mark Williams       | WAL                 | 10-9  |
| 23. | 2010 / 2011 | Welsh Open                 | Stephen Maguire     | SCO                 | 9-6   |
| 24. | 2010 / 2011 | Wereldkampioenschap        | Judd Trump          | ENG                 | 18-15 |
| 25. | 2012 / 2013 | Shanghai Masters           | Judd Trump          | ENG                 | 10-9  |
| 26. | 2014 / 2015 | Welsh Open                 | Ben Woollaston      | ENG                 | 9-3   |
| 27. | 2015 / 2016 | Australian Open            | Martin Gould        | ENG                 | 9-8   |
| 28. | 2015 / 2016 | International Championship | David Gilbert       | ENG                 | 10-5  |
| 29. | 2017 / 2018 | Indian Open                | Anthony McGill      | SCO                 | 5-1   |
| 30. | 2017 / 2018 | Welsh Open                 | Barry Hawkins       | ENG                 | 9-7   |
| 31. | 2020 / 2021 | Players Championship       | Ronnie O'Sullivan   | ENG                 | 10-3  |
| 32. | 2024 / 2025 | World Open                 | Joe O'Connor        | ENG                 | 10-6  |
| 33. | 2024 / 2025 | Tour Championship          | Mark Selby          | ENG                 | 10-8  |

### Minor-rankingtitels
| #  | Seizoen     | Toernooi                          | Verliezend finalist | Verliezend finalist | Score |
| -- | ----------- | --------------------------------- | ------------------- | ------------------- | ----- |
| 1. | 2010 / 2011 | Players Tour Championship - EPTC5 | Shaun Murphy        | ENG                 | 4-2   |
| 2. | 2012 / 2013 | Players Tour Championship - PTC4  | Judd Trump          | ENG                 | 4-2   |
| 3. | 2013 / 2014 | Players Tour Championship - ET1   | Neil Robertson      | AUS                 | 4-1   |

### Niet-rankingtitels
| #   | Seizoen     | Toernooi              | Verliezend finalist | Verliezend finalist | Score |
| --- | ----------- | --------------------- | ------------------- | ------------------- | ----- |
| 1.  | 1994 / 1995 | Australian Open       | Willie Thorne       | ENG                 | 9-5   |
| 2.  | 1998 / 1999 | Masters               | Ken Doherty         | IRL                 | 10-8  |
| 3.  | 1998 / 1999 | Premier League        | Jimmy White         | ENG                 | 9-4   |
| 4.  | 1999 / 2000 | Irish Masters         | Stephen Hendry      | SCO                 | 9-4   |
| 5.  | 2001 / 2002 | Scottish Masters      | Ronnie O'Sullivan   | ENG                 | 9-6   |
| 6.  | 2001 / 2002 | Irish Masters         | Peter Ebdon         | ENG                 | 10-3  |
| 7.  | 2005 / 2006 | Masters               | Ronnie O'Sullivan   | ENG                 | 10-9  |
| 8.  | 2016 / 2017 | China Championship    | Stuart Bingham      | ENG                 | 10-7  |
| 9.  | 2016 / 2017 | Champion of Champions | Ronnie O'Sullivan   | ENG                 | 10-7  |
| 10. | 2016 / 2017 | Championship League   | Ryan Day            | WAL                 | 3-0   |
| 11. | 2017 / 2018 | Championship League   | Zhou Yuelong        | CHN                 | 3-2   |
| 12. | 2021 / 2022 | Championship League   | Stuart Bingham      | ENG                 | 3-2   |
| 13. | 2022 / 2023 | Championship League   | Judd Trump          | ENG                 | 3-1   |

### Wereldkampioenschap
Hoofdtoernooi (laatste 32 of beter)
| #   | Seizoen     | Editie  | Prestatie      | Extra                                   |
| --- | ----------- | ------- | -------------- | --------------------------------------- |
| 1.  | 1994 / 1995 | WK 1995 | Laatste 32     | Verloor met 10-3 van Alan McManus       |
| 2.  | 1995 / 1996 | WK 1996 | Kwartfinale    | Verloor met 13-12 van Ronnie O'Sullivan |
| 3.  | 1996 / 1997 | WK 1997 | Kwartfinale    | Verloor met 13-9 van Ken Doherty        |
| 4.  | 1997 / 1998 | WK 1998 | Wereldkampioen | Won met 18-12 van Ken Doherty           |
| 5.  | 1998 / 1999 | WK 1999 | Halvefinale    | Verloor met 17-10 van Mark Williams     |
| 6.  | 1999 / 2000 | WK 2000 | Halvefinale    | Verloor met 17-15 van Mark Williams     |
| 7.  | 2000 / 2001 | WK 2001 | Finale         | Verloor met 18-14 van Ronnie O'Sullivan |
| 8.  | 2001 / 2002 | WK 2002 | Kwartfinale    | Verloor met 13-7 van Matthew Stevens    |
| 9.  | 2002 / 2003 | WK 2003 | Kwartfinale    | Verloor met 13-8 van Ken Doherty        |
| 10. | 2003 / 2004 | WK 2004 | Laatste 16     | Verloor met 13-10 van Graeme Dott       |
| 11. | 2004 / 2005 | WK 2005 | Laatste 16     | Verloor met 13-8 van Shaun Murphy       |
| 12. | 2005 / 2006 | WK 2006 | Laatste 16     | Verloor met 10-4 van Mark Selby         |
| 13. | 2006 / 2007 | WK 2007 | Wereldkampioen | Won met 18-13 van Mark Selby            |
| 14. | 2007 / 2008 | WK 2008 | Laatste 16     | Verloor met 13-9 van Ryan Day           |
| 15. | 2008 / 2009 | WK 2009 | Wereldkampioen | Won met 18-9 van Shaun Murphy           |
| 16. | 2009 / 2010 | WK 2010 | Laatste 16     | Verloor met 13-11 van Steve Davis       |
| 17. | 2010 / 2011 | WK 2011 | Wereldkampioen | Won met 18-15 van Judd Trump            |
| 18. | 2011 / 2012 | WK 2012 | Laatste 16     | Verloor met 13-4 van Stephen Hendry     |
| 19. | 2012 / 2013 | WK 2013 | Laatste 32     | Verloor met 10-6 van Mark Davis         |
| 20. | 2013 / 2014 | WK 2014 | Laatste 32     | Verloor met 10-7 van Alan McManus       |
| 21. | 2014 / 2015 | WK 2015 | Laatste 16     | Verloor met 13-9 van Ding Junhui        |
| 22. | 2015 / 2016 | WK 2016 | Kwartfinale    | Verloor met 13-11 van Alan McManus      |
| 23. | 2016 / 2017 | WK 2017 | Finale         | Verloor met 18-15 van Mark Selby        |
| 24. | 2017 / 2018 | WK 2018 | Finale         | Verloor met 18-16 van Mark Williams     |
| 25. | 2018 / 2019 | WK 2019 | Finale         | Verloor met 18-9 van Judd Trump         |
| 26. | 2019 / 2020 | WK 2020 | Laatste 16     | Verloor met 13-11 van Kurt Maflin       |
| 27. | 2020 / 2021 | WK 2021 | Laatste 16     | Verloor met 13-7 van Mark Williams      |
| 28. | 2021 / 2022 | WK 2022 | Halvefinale    | Verloor met 17-11 van Ronnie O'Sullivan |
| 29. | 2022 / 2023 | WK 2023 | Kwartfinale    | Verloor met 13-7 van Mark Selby         |
| 30. | 2023 / 2024 | WK 2024 | Kwartfinale    | Verloor met 13-8 van Kyren Wilson       |
| 31. | 2024 / 2025 | WK 2025 | Kwartfinale    | Verloor met 13-12 van Mark Williams     |

### Overige
Higgins is lid in de Orde van het Britse Rijk, MBE.
Joe Davis · Walter Donaldson · Fred Davis · Horace Lindrum · John Pulman · John Spencer · Ray Reardon · Alex Higgins · Terry Griffiths · Cliff Thorburn · Steve Davis · Dennis Taylor · Joe Johnson · Stephen Hendry · John Parrott · Ken Doherty · John Higgins · Mark Williams · Ronnie O'Sullivan · Peter Ebdon · Shaun Murphy · Graeme Dott · Neil Robertson · Mark Selby · Stuart Bingham · Judd Trump · Luca Brecel · Kyren Wilson · Zhao Xintong